# Warren J. Duffey

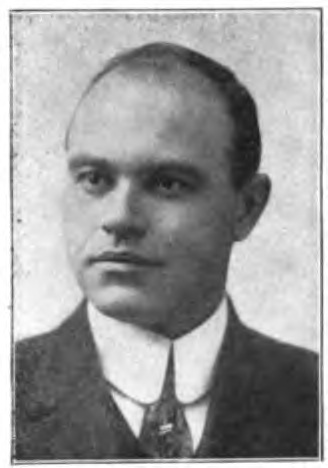
Warren J. Duffey (1913)

Warren Joseph Duffey (* 24. Januar 1886 in Toledo, Ohio; † 7. Juli 1936 ebenda) war ein US-amerikanischer Politiker. Zwischen 1933 und 1936 vertrat er den Bundesstaat Ohio im US-Repräsentantenhaus.

## Werdegang
Warren Duffey besuchte die öffentlichen Schulen seiner Heimat und danach die St. John’s University, ebenfalls in Toledo. Nach einem anschließenden Jurastudium an der University of Michigan in Ann Arbor und seiner 1911 erfolgten Zulassung als Rechtsanwalt begann er in Toledo in diesem Beruf zu arbeiten. Gleichzeitig schlug er als Mitglied der Demokratischen Partei eine politische Laufbahn ein. In den Jahren 1913 und 1914 war er Abgeordneter im Repräsentantenhaus von Ohio; von 1917 bis 1918 saß er im Stadtrat von Toledo. Zwischen 1919 und 1932 war er Bezirksvorsitzender der Demokraten im Lucas County. Im Jahr 1932 nahm er als Delegierter an der Democratic National Convention in Chicago teil, auf der Franklin D. Roosevelt als Präsidentschaftskandidat nominiert wurde.
Bei den Kongresswahlen des Jahres 1932 wurde Duffey im neunten Wahlbezirk von Ohio in das US-Repräsentantenhaus in Washington, D.C. gewählt, wo er am 4. März 1933 die Nachfolge des Republikaners Wilbur M. White antrat. Nach einer Wiederwahl konnte er sein Mandat im Kongress bis zu seinem Tod am 7. Juli 1936 ausüben. Während seiner Zeit im Kongress wurden dort die ersten der New-Deal-Gesetze der Bundesregierung unter Präsident Roosevelt verabschiedet. Im Jahr 1935 wurden erstmals die Bestimmungen des 20. Verfassungszusatzes angewendet, wonach die Legislaturperiode des Kongresses jeweils am 3. Januar endet bzw. beginnt.
Im Jahr 1936 wurde Duffey von seiner Partei nicht mehr zur Wiederwahl nominiert. Das war aber aufgrund seines Todes vier Monate vor den Wahlen ohnehin bedeutungslos. Warren Duffey wurde in seiner Heimatstadt Toledo beigesetzt.